# Theta
Theta (Θ θ) er et bogstav i det græske alfabet. Lyder som 'th' med tungen mellem tænderne.

## Computer
I unicode er Θ U+0398 og θ er U+03B8.
|   | decimal | hex     | HTML    |
| - | ------- | ------- | ------- |
| θ | &#952;  | &#x3b8; | &theta; |
| Θ | &#920;  | &#x398; | &Theta; |

Theta er også ofte med i bølgeformler osv.